# Kampfgruppe Thiele
Die Kampfgruppe Thiele war ein Einsatzkampfverband der deutschen Kriegsmarine im Zweiten Weltkrieg. Es wurde nach seinem Kommandanten Vizeadmiral August Thiele benannt. Er leitet die Kampfgruppe Thiele vom 23. März 1944 bis zu ihrer Auflösung am 27. April 1945. Sie wurde aus der II. Kampfgruppe heraus gebildet.

## Einsatzgeschichte
Vizeadmiral Thiele führte während des Unternehmen Doppelkopf von Bord der Prinz Eugen am 19. August 1944 die Kampfgruppe zur Unterstützung der deutschen Streitkräfte in Kurland an. Der schwere Kreuzer Prinz Eugen lief in den Golf von Riga ein und beschoss das von den Sowjets gehaltene Tuckum aus einer Entfernung von 25.000 Metern mit 265 Granaten seiner Hauptartillerie (20,3-cm-Schnelladekanone C/34). Parallel dazu griffen die Zerstörer Z 25, Z 28, Z 35, Z 36 und die Torpedoboote T 23 und T 28 weitere Landziele an.
Der sowjetische Vormarsch in der Ostsee setzte sich fort. Der letzte deutsche Konvoi verließ am 23. September Reval (Unternehmen Aster). Am 29. September landeten die sowjetischen Truppen auf der Insel Moon, am 2. Oktober auf der Insel Dagö und am 5. Oktober auf der Insel Ösel, wo die deutschen Truppen auf der Halbinsel Sworbe abgeschnitten wurden.
Die Stadt Memel in Ostpreußen wurde im Zuge der Bildung des Kurland-Kessels von der Roten Armee an der Landseite eingeschlossen und drohte eingenommen zu werden. Um das dort abgeschnittene deutsche XXVIII. Armeekorps (Gruppe Gollnick) zu unterstützen, griff die Kampfgruppe Thiele ab dem 10. Oktober 1944 mit ihrer Schiffsartillerie Landziele an. Hierbei verschossen Prinz Eugen, Lützow, vier Zerstörer und vier Torpedoboote eine große Anzahl Granaten. Alleine die Prinz Eugen griff in der Zeit vom 10. bis 12. Oktober und vom 14. bis 15. Oktober 28 verschiedene Landziele und verschoss hierbei 1196 Granaten vom Kaliber 20,3 cm.

## Eingesetzte Schiffe
- Schwerer Kreuzer Lützow
- Schwerer Kreuzer Admiral Scheer
- Schwerer Kreuzer Prinz Eugen
- Zerstörer Z 25
- Zerstörer Z 28
- Zerstörer Z 35
- Zerstörer Z 36

und 4 Torpedoboote (u. a. T 23 und T 28)